# Dysdera vivesi
Dysdera vivesi este o specie de păianjeni din genul Dysdera, familia Dysderidae, descrisă de Ignacio Ribera și Ferrández, 1986.
Este endemică în Spania. Conform Catalogue of Life specia Dysdera vivesi nu are subspecii cunoscute.